# Izan Guevara
Izan Guevara, född 28 juni 2004 i Palma de Mallorca, är en spansk motorcykelförare som tävlar i grenen roadracing. Världsmästare säsongen 2022 i Moto3 i Grand Prix Roadracing. Guevara tävlar med startnummer 28 på sin motorcykel.
Guevara vann juniorvärldsmästerskapet i Moto3 2020 och samma år European Talent Cup för Moto3. Han gjorde därefter debut i senior-VM i Moto3 säsongen 2021 där han körde en Gasgas för stallet Team Aspar.  Redan debutsäsongen tog Guevara sin första seger. Det skedde den 3 oktober 2021 i Amerikas Grand Prix.
Guevara fortsatte hos team Aspar säsongen 2022. I början av säsongen dominerade stallkamraten Sergio García VM-serien men Guevara närmade sig och tog kommandot och VM-ledningen andra halvan av säsongen. Med segern i Australiens Grand prix säkrade Guevara VM-titeln med två Grand prix kvar.
Till 2023 går Guevara upp i Moto2-klassen.

## Framskjutna placeringar
Uppdaterad till 2022-09-26.
| Nr | Grand Prix | År   |
| -- | ---------- | ---- |
| 1  | Amerika    | 2021 |
| 2  | Spanien    | 2022 |
| 3  | Katalonien | 2022 |
| 4  | Tyskland   | 2022 |
| 5  | Aragonien  | 2022 |
| 6  | Japan      | 2022 |

| Nr | Grand Prix | År   |
| -- | ---------- | ---- |
| 1  | Indonesien | 2022 |
| 2  | Italien    | 2022 |
| 3  | TT Assen   | 2022 |

| Nr | Grand Prix | År   |
| -- | ---------- | ---- |
| 1  | Frankrike  | 2022 |
| 2  | San Marino | 2022 |